# Rodésia nos Jogos Olímpicos
A Rodésia participou pela primeira vez dos Jogos Olímpicos em 1928. Ela ficou sem participar até 1960, e competiu pela terceira e última vez em 1964. O país sempre competiu como um território britânico. Ele não pôde participar dos Jogos de 1968 no México, devido à interpretação do governo mexicano na regulação dos passaportes. Ela nunca pôde competir após a declaração de uma República Rodesiana independente feita por Ian Smith em 1970. Embora tenha retornado aos Jogos em 1972, a Rodésia foi expulsa pelo Comitê Olímpico Internacional quatro dias antes da abertura, após pressão de outros países africanos, que não reconheciam a legitimidade do Estádio da Rodésia e ameaçavam um boicote. O convite que havia sido dado à Rodésia foi retirado pelo COI, com 36 votos a 31 e três abstenções.  O estado sucessor do país, Zimbábue, fez sua estréia olímpica em 1980.
A Rodésia nunca participou dos Jogos Olímpicos de Inverno, e nenhum competidor do país ganhou uma medalha olímpica.

## Medalhas por Jogos
| Jogos         | Ouro | Prata | Bronze | Total |
| Amsterdã 1928 | 0    | 0     | 0      | 0     |
| Roma 1960     | 0    | 0     | 0      | 0     |
| Tóquio 1964   | 0    | 0     | 0      | 0     |
| Total         | 0    | 0     | 0      | 0     |